# Leopoldo Piccardi
Leopoldo Piccardi (Vintimille, 12 juin 1899 - Rome, 18 avril 1974) est un homme politique italien.

## Biographie
En 1918, en tant que sous-lieutenant (sottotenente), il participe à la Première Guerre mondiale. Il participe ensuite à l'entreprise de Fiume avec Gabriele D'Annunzio. Après avoir remporté le concours de la magistrature en 1922, il devient référendaire au Conseil d'État en 1930, puis conseiller d'État en 1934.

### Missions principales
Après le 25 juillet 1943, il est ministre des Corporations (commerce et industrie) dans le 1er gouvernement Badoglio ; à ce titre, il propose la nomination de Bruno Buozzi, Guido De Ruggiero, Giuseppe Di Vittorio, Achille Grandi, Oreste Lizzadri, Gioacchino Quarello, Giovanni Roveda et Ezio Vanoni comme commissaires extraordinaires des confédérations syndicales. En 1944, il est nommé commissaire extraordinaire de l'Institut pour la reconstruction industrielle (en italien : Istituto per la Ricostruzione Industriale - IRI). En 1946, il est mis à la retraite par le Conseil d'État.
En 1953, Piccardi rejoint l'Unità Popolare, un mouvement socialiste libéral qui s'est constitué pour contrecarrer la tentative des démocrates-chrétiens (Démocratie chrétienne), avec l'approbation de la loi frauduleuse, de s'assurer "fictivement" la majorité absolue dans les deux chambres du Parlement. L'Unità Popolare se présente aux élections générales du 7 juin 1953, obtenant un résultat modeste et aucun siège, mais suffisant pour empêcher les partis de la coalition gouvernementale d'atteindre le quorum pour obtenir la majorité. Le 28 novembre 1954, Piccardi est élu au Comité exécutif du mouvement, avec Tristano Codignola, Ferruccio Parri, Paolo Vittorelli et Oliviero Zuccarini. Cependant, lors des élections régionales siciliennes de 1955, l'"Unità Popolare" invite les gens à voter pour le Parti socialiste italien; cela rend compliqué pour Piccardi et le courant libéral-démocrate de rester dans le parti.
Au cours des travaux du Comité central (Rome, 18 décembre 1955), Piccardi et son groupe exposent les raisons pour lesquelles ils rompent avec le mouvement. Au cours de l'année 1955, Piccardi participe à quelques réunions organisées par les Amici del Mondo (Amis du Monde), et compose un comité exécutif pour former un nouveau parti de l'aire libérale-démocratique, qui est constitué le 5 février 1956, sous le nom de Parti radical (Partito Radicale). Par la suite, et à des moments différents, Parri et Arrigo Olivetti (un libéral parmi les fondateurs de Il Mondo et, plus tard, du Centre Pannunzio, ainsi que le beau-frère du plus connu Adriano Olivetti) passent également de l'Unità Popolare au Parti radical.
|
Le 28 février 1959, Piccardi est élu au secrétariat, aux côtés de Franco Libonati, Arrigo Olivetti et Eugenio Scalfari. Le 6 novembre 1960, il est élu conseiller municipal de Rome.

### L'affaire Piccardi
En 1961, l'historien Renzo De Felice, dans son ouvrage Storia degli ebrei italiani sotto il fascismo (Histoire des Juifs italiens sous le fascisme), révèle que Piccardi, en tant que conseiller d'État, a participé en 1938 et 1939 à deux conférences juridiques italo-allemandes sur le thème "Race et droit", qui étaient destinées à être le lieu de l'élaboration théorique des lois raciales. En décembre 1961, Mario Pannunzio et d'autres "Amis du monde" condamnent Piccardi et demandent sa démission du Parti radical, tandis qu'Ernesto Rossi, qui a collaboré pendant des années avec l'"Ami du monde", et Ferruccio Parri le soutiennent. Le secrétariat et la direction du parti démissionnent ; pendant quelques mois, les affrontements se poursuivent, et le parti radical est essentiellement dissous.
En octobre 1962, Piccardi, avec d'autres exposants radicaux, demande la dissolution du parti et sa confluence avec le Parti socialiste italien (en italien : Partito Socialista Italiano - PSI), mais des désaccords internes conduisent à sa démission.
Il décède à Rome le 18 avril 1974.

## Distinctions honorifiques

### Décorations italiennes
- - Médaille commémorative de la guerre italo-autrichienne 1915-1918
- - Médaille commémorative de l'Unité italienne
- - Médaille italienne de la victoire interalliée.
- - Commandeur de l'ordre des Saints-Maurice-et-Lazare
- - Grand officier de l'ordre de la Couronne d'Italie

### Décorations étrangères
- - Chevalier grand-croix de l'ordre équestre de Sainte-Agathe (république de Saint-Marin).
- Ordre de l'Aigle allemand -1942 (Allemagne).